# Свети Атанасий (Ранци)
Вижте пояснителната страница за други значения на Свети Атанасий.
„Свети Атанасий“ (на гръцки: Αγίου Αθανασίου) е възрожденска българска църква, разположена в кайлярското село Ранци (Ермакия), Егейска Македония, Гърция.
Храмът е изграден в 1874 година или 1887 година. Църквата е гробищен храм разположен в северозападния край на селото и е най-старата оцеляла в селото. Представлява еднокорабна, едноапсидна, безкуполна каменна базилика - тип изключително разпространен в Каракамен през периода.